# Bruno Bettinelli
Bruno Bettinelli (Milano, 4 giugno 1913 – Milano, 8 novembre 2004) è stato un compositore e didatta italiano.

## La vita
Ha compiuto gli studi al conservatorio G. Verdi di Milano sotto la guida di Giulio Cesare Paribeni e Renzo Rinaldo Bossi.
Divenuto docente titolare di composizione presso lo stesso Istituto, ha formato molti tra i massimi musicisti italiani del secondo Novecento quali Claudio Abbado, Danilo Lorenzini, Bruno Canino, Aldo Ceccato, Riccardo Chailly, Azio Corghi, Armando Gentilucci, Riccardo Muti, Angelo Paccagnini, Maurizio Pollini, Donato Renzetti, Uto Ughi, Giuseppe Garbarino, Umberto Benedetti Michelangeli, Massimo Anfossi e molti altri, non solo nell'ambito della musica colta. Sua allieva era anche la nota cantautrice italiana Gianna Nannini.
Tra i suoi allievi, Carlo Alessandro Landini, Caterina Calderoni e Barbara Rettagliati hanno insegnato composizione al Conservatorio "G. Nicolini" di Piacenza, dove hanno proseguito la scuola del maestro.
È stato più volte vincitore di concorsi internazionali di composizione, ricevendo tra gli altri negli anni quaranta il premio dell'Accademia di Santa Cecilia di Roma; ha inoltre svolto attività musicologiche nonché di critica musicale.
Le sue composizioni vengono correntemente eseguite in stagioni musicali nel mondo intero; spesso i suoi brani vengono utilizzati come pezzi d'obbligo in concorsi di esecuzione musicale (in special modo la sua produzione corale ed i brani per strumento solista). Le sue musiche sono edite principalmente da Ricordi, Suvini Zerboni e Sonzogno.
È stato eletto Accademico di Santa Cecilia (Roma), nonché membro dell'Accademia nazionale Luigi Cherubini di Firenze.
Bruno Bettinelli è morto a Milano nel 2004, all'età di 91 anni.
Per ricordare la figura di Bruno Bettinelli, negli anni 2006, 2007 e 2008 a Milano le Edizioni Musicali Europee (EME) in collaborazione con le riviste "La Cartellina" e "Chorus" hanno istituito un concorso nazionale di composizione ed elaborazione corale dedicato al suo nome.

## La musica
Autore di musica sinfonica, teatrale, corale e da camera, la sua produzione giovanile parte da una sorta di neoclassicismo molto contrappuntistico in cui si possono notare le influenze di Stravinskij, Hindemith e Bartók, senza dimenticare gli italiani Casella, Malipiero e Petrassi. In questo contesto, non stupisce l'utilizzo di frammenti gregoriani (Fantasia e fuga per archi, del 1944), né l'utilizzo di forme arcaiche (fughe, invenzioni, ricercari, eccetera).
In seguito la sua musica si è costantemente evoluta inglobando nuovi elementi: l'atonalità, la dodecafonia (che però Bettinelli usò in modo molto personale e mai ortodosso), l'aleatorietà controllata (ovvero limitata in genere al solo fattore ritmico, all'interno di contesti generali assolutamente controllati) nonché le nuove tecniche strumentali (multifonici, armonici, ed altri simili effetti strumentali) per sfociare così in un linguaggio cromatico libero e personale, sempre denso di raffinatezze timbriche e di gesti efficacemente eloquenti, dotato di strutture formali di notevole rigore espressivo.
Di fondamentale importanza è stato, nell'ambito della musica corale, anche il suo ruolo di elaboratore e armonizzatore di canti popolari provenienti dalla tradizione orale.

### Musica strumentale (cameristica e solistica)
- Fantasia per pianoforte (1955)
- Toccata-Fantasia per organo (1958)
- Divertimento per flauto violoncello e pianoforte (1951)
- Improvvisazione per chitarra (1970)
- Studio da concerto per clarinetto solo (1971)
- Cinque Preludi  per chitarra (1971)
- Studio da concerto per clavicembalo (1972)
- Sintesi per pianoforte (1974)
- Musica per sette per gruppo da camera (1975)
- Sonata breve per chitarra (1976)
- Studi per chitarra (1977)
- Studio da concerto per fagotto solo (1977)
- Duplum per tromba e organo (1981)
- Divertimento a due per 2 chitarre (1982)
- Musica a due per flauto e chitarra (1982)
- Come una cadenza per chitarra (1983)
- Dialogo per flauto e pianoforte (1983)
- 5 + 5 per doppio quintetto misto (1984)
- Tre pezzi per pianoforte (1984)
- Tre pezzi per organo (1985)
- Notturno per chitarra (1986)
- Studio da concerto per violoncello solo (1991)
- Trio per archi (1993)
- Improvviso per fisarmonica (1993)
- Ricercare per organo (1995)
- Frammenti per organo (1963–2002)

#### Musica corale polifonica
- Tre liriche corali di Ungaretti (1940)
- Liriche di Ungaretti per coro a cappella (1971)
- Sono una creatura cantata per coro e orchestra, testo di Giuseppe Ungaretti (1971)
- Poesie di Tiziana per coro femminile, testi di Tiziana Fumagalli (1978)
- Cantata n. 2 "In Nativitate Domini" per soprano e orchestra (1982)
- Cantata n. 3 per coro e orchestra, testo di Tommaso Campanella (1985)
- Tre mottetti per coro a quattro voci miste (1985)
- Dittico ambrosiano per coro a quattro voci (1997)
- Missa Brevis (1997)
- Vocalizzo su Amen per coro a quattro voci miste (1997)

### Elaborazioni corali
- Belina come te elaborazione per coro a quattro voci miste (2001)
- E la bela de oflaga elaborazione per coro a quattro voci maschili (1985)
- Dormi o bel bambin elaborazione per coro a quattro voci maschili (1985)
- La moretina elaborazione per coro a quattro voci maschili
- Alzando gli occhi al cielo elaborazione per coro a quattro voci maschili (1998)
- L'erba rosa elaborazione per coro a quattro voci maschili (1996)
- La cartolina elaborazione per coro a quattro voci maschili (1995)
- Varda i mori che bate le ore elaborazione per coro a quattro voci maschili (1996)
- Se la te domanda elaborazione per coro a quattro voci maschili (1996)
- Tre canti popolari lombardi per coro misto: - Pover usellin- Ninna nanna del Bambin Gesù- Ciapa cinque

### Musica orchestrale
- Corale ostinato per grande orchestra (1938)
- Movimento sinfonico n. 1 per orchestra (1938)
- Sinfonia da camera in quattro tempi per orchestra (1938) (alias Sinfonia n. 1)
- Due invenzioni per orchestra d'archi (1939)
- Concerto per orchestra in tre tempi (1940)
- Introduzione per orchestra d'archi (1941)
- Fantasia e fuga su temi gregoriani per orchestra d'archi (1944)
- Divertimento per piccola orchestra (1944)
- Concerto da camera per piccola orchestra (1952)
- Concerto per pianoforte e orchestra (1952-1953)
- Sinfonia breve per orchestra (1954) (alias Sinfonia n. 4) con Isaac Stern diretta da Leonard Bernstein al Teatro La Fenice di Venezia
- Musica per orchestra d'archi (1958)
- Preludio elegiaco per orchestra (1959)
- Episodi per orchestra (1961-1962)
- Concerto per 2 pianoforti e orchestra da camera (1962)
- 3º Concerto per orchestra (1964)
- Concerto n. 2 per pianoforte e orchestra (1968)
- Varianti per orchestra (1970)
- Studio per orchestra (1973)
- Sinfonia n. 5 per orchestra (1975)
- Sinfonia n. 6 per orchestra (1976)
- Sinfonia n. 7 per piccola orchestra (1978)
- Contrasti per orchestra (1979)
- Concerto per chitarra e orchestra d'archi con vibrafono ad libitum (1981)
- Quadruplum per orchestra (1981)
- Concerto per violino e orchestra (1982-1983)
- Alternanze per orchestra (1983)
- Omaggio a Stravinsky per orchestra da camera (1984)
- Strutture per piccola orchestra (1985)
- 4º Concerto per orchestra (1988)
- 3 Studi d'interpretazione per orchestra d'archi (1990)

### Opere teatrali
- Il pozzo e il pendolo, opera in un atto da Edgar Allan Poe (1957)
- La Smorfia, opera in un atto e due quadri, libretto di Riccardo Bacchelli (1959)
- Count down opera in un atto su libretto di Antonello Madau Diaz (1969)